# Розклад матриці
- Скелетний розклад матриці рангу {\displaystyle r} на 2 множника рангу {\displaystyle r}.
- Власний розклад матриці (спектральний розклад) — у вигляді діагональної матриці з власними значеннями та матриці з власними векторами
- Сингулярний розклад — у вигляді діагональної матриці та двох унітарних матриць
- Полярний розклад — у вигляді добутку унітарної матриці та невід'ємної ермітової матриці
- QR-розклад — у вигляді добутку унітарної та трикутної матриці
- LU-розклад — у вигляді добутку нижньої трикутної матриці та верхньої трикутної матриці
- Розклад Холецького — представлення симетричної додатноозначеної матриці у вигляді добутку трикутної матриці з додатними елементами на діагоналі на себе транспоновану.
- Розклад Шура — у вигляді унітарної та трикутної матриці